# Corps-Nuds
Corps-Nuds (bret. Kornuz) – miejscowość i gmina we Francji, w regionie Bretania, w departamencie Ille-et-Vilaine.
Według danych na rok 1990 gminę zamieszkiwały 2154 osoby, a gęstość zaludnienia wynosiła 95 osób/km² (wśród 1269 gmin Bretanii Corps-Nuds plasuje się na 284. miejscu pod względem liczby ludności, natomiast pod względem powierzchni na miejscu 435.).